# フェロー諸島への幻視旅行
『フェロー諸島への幻視旅行』（デンマーク語: En Fantasirejse til Færøerne） FS 123は、カール・ニールセンが作曲した管弦楽のための狂詩曲風序曲（演奏会用序曲）。フェロー諸島から訪れた一行を祝うガラ・コンサートのためにコペンハーゲンの王立劇場に委嘱されて書かれた。初演は作曲者自身の指揮で1927年11月27日に行われた。

## 概要
1927年1月4日に妻のアネ・マリーイへ宛てた手紙にニールセンは次のように書いている。「さて、次の8-10日以上は国が援助する国立劇場でのフェローの人々のガラを飾る序曲を書かねばなりません（中略）フェローのバラードからモチーフを使うことにしており、それは楽に行うことが出来ますし、彼らのために我々が何か良いことをしてやれるということなので幾らかは嬉しい気持ちにもなれることでしょう。」実際はインフルエンザの流行により訪問は11月まで延期になった。
本作はニールセンの生前には2回しか演奏されず、そのいずれもフェローの人々の祝賀のためであった。1度目は1927年11月27日の王立劇場、2度目はコペンハーゲン・フィルハーモニー管弦楽団によるコペンハーゲン市役所での演奏だった。

## 音楽
1927年11月27日に行われたガラコンサートの数日前、ニールセンは『Politiken』紙のロング・インタビューを受けて自身の楽曲について語る機会を得ていた。「つまるところこれは機会作品に過ぎないのであって、もしあなたが好むというなら職人仕事の一例なのです（中略）ですが、私個人としては本作に取り組んでいて幸せでしたし、曲は非常に良く鳴るようになったと思っています。フェロー島の旋律から多くを取り入れましたが、序奏と結尾は自由に作曲しました。」その後、彼は続けて航海を語っている。「私は海を表現するところから始めます。モノトーンの巨大な海 - を渡るときにお感じになるような具合にです。海は静かですが、まさに穏やかな時にこそ、その恐るべき深さ（中略）深さと途方もなさを同時に最も強く感じると思うのです。航海の途中で突如鳥が鳴くのを聞いた我々は、陸地が近いことを思わされます。もちろん、概して私は標題音楽をさほど好みませんが、今回は旅の筋書きが求められたと思ったのです（中略）乗船中の人の中には陸が見えている人もいるようで、彼らの熱狂の高まりをファンファーレが告げますが、霧が視界をぼやけさせ、再び静まります。すると新たな鳥の声が上がり、陸が前方にぼんやり浮かび上がります。音楽は音量と真剣さを増し、フェロー島の旋律に突入します。岸辺には多くの人々が我々を歓迎すべく待ち構えており、彼らが叫んだり足を踏み鳴らすのが聞こえてきます。説明的な経過をおかず、私は旅行者を歌と踊りの宴会のただ中に置きます。私はバラードのモチーフが役割を果たす力強い音楽によりこの饗宴を描きます - 宴の描写はフェロー島の民謡により遮られます。これによって音楽は一瞬落ち着き、踊りの中に穏やかな雰囲気を生み出します。しかし、再び宴会は踊りと陽気な騒ぎに沿って行き、最後までくると - そこで全てがひとつの長い音、非常に低いクラリネットの音に静まり弱音に消えていくのです（略）」
どうやってフェロー島の音楽を知ったのか尋ねられ、ニールセンはこう説明している。「何年も興味を持っていました。私は人々に歌ってもらって同地から多くの曲を収集したHjalmar Thurenを存じており、またGrüner-Nielsen博士の膨大なコレクションを研究しました。その歌には美しいものが多くあり、フェロー諸島の歌の豊かさを有していました。デンマークの歌と近い関係にあることもしばしばでしたが、多様性は大きくありませんでした - ちょうどスヴェン・グロントヴィが収集した古いテクストの異文があるようなものでした。しかし、旋律のいくつかには独自の音がありました。ある種の静かな真剣さから生まれていたのです。それを聞いた私は、静かに行動しながらも、穏やかさの下に確かな誠実さを感じさせるが故に他人に強い影響を与える人々のことを思い出しました。フェロー島の歌は憂鬱であるとは言えません - むしろ、運命の意思に身を任せた心の印象をもたらします。私が素材としたのはこうした旋律群なのです（中略）それらが私の序曲の基調となりました。私は多くの部分を精神的な経験を通さずに作り上げましたが、それでもこの作品は私を喜びで満たしてくれます。画家や彫刻家が自らの能力を応用美術の仕事に行使する時に生み出すのと、同じ精神をいくらか提示しようとしたのです。」
演奏会のプログラムには作品の次のような副題が掲載された。
- 穏やかな海
- 到着地
- 踊りと歌
- 分かれ
- 海での穏やかさ